# Fontaine-Simon
Fontaine-Simon település Franciaországban, Eure-et-Loir megyében. Lakosainak száma 887 fő (2022. január 1.). Fontaine-Simon Les Menus és Le Pas-Saint-l’Homer községekkel határos.

## Népesség
A település népességének változása:
| Lakosok száma | 705  | 678  | 760  | 866  | 942  | 949  | 924  | 900  | 894  | 887  |
|               | 1968 | 1982 | 1990 | 2006 | 2013 | 2015 | 2017 | 2019 | 2020 | 2022 |